# Brezno (gemeente)
Brezno is een Slowaakse gemeente in de regio Banská Bystrica, en maakt deel uit van het district Brezno.
Brezno telt 22.417 inwoners.

## Geboren
- Michal Pančík (1971), Slowaaks voetballer
- Tereza Medveďová (1996), Slowaaks wielrenster
- Matthias Schwarzbacher (2005), Slowaaks wielrenner